# Susie Ibarra
Susie Ibarra (Anaheim, 15 november 1970) is een Amerikaanse jazzmuzikante (drums, percussie).

## Biografie
Ibarra groeide op in een van de Filipijnen afkomstige artsenfamilie in Seabrook in de buurt van Houston. Als kind leerde ze piano spelen. Later speelde ze drums in een punkband. Tijdens haar verblijf aan het Sarah Lawrence College overtuigde een Sun Ra-concert haar om zich intensiever met jazz bezig te houden. Ze beëindigde haar formele studies aan het Mannes College of Music en het Goddard College, waar ze afsloot met een Bachelor of Arts. Sinds 1989 woont ze in New York, waar ze eerst drumonderricht nam bij Milgord Graves. Ze leerde kulintang spelen bij Danongan Kalanduyan.
Ibarra werkte eerst als percussioniste en vertolkte Zuidoost-Aziatische gongmuziek. Toenemend werkte ze ook op het gebied van de nieuwe improvisatie-muziek en de jazz. Ze speelde o.a. met het David S. Ware Quartet, het Matthew Shipp Trio, John Zorn, William Parker, Assif Tsahar (met wie ze was getrouwd), Pauline Oliveros, Joëlle Léandre, Derek Bailey, Wadada Leo Smith, Yo La Tengo en Thurston Moore. Daarnaast treedt ze ook solo op. Sinds 1999 neemt ze geluidsdragers op onder haar eigen naam. Daarnaast speelt ze verder samen met muzikanten van divers pluimage. In het Susie Ibarra Trio speelt ze met Jennifer Choi en Craig Taborn, in de band Mephista met Sylvie Courvoisier en Ikue Mori. Verder werkt ze in een duo met Mark Dresser en in het kwartet van John Lindberg. In de band Electric Kulintang met Roberto Rodriguez draagt ze bij aan de Asian American Jazz. In 2011 werkte ze mee bij Wadada Leo Smiths Ten Freedom Summers. Ook werkte ze met de pianiste Yūko Fujiyama en op het gebied wereldmuziek met de gitarist Johnny Alegre.
Ze componeert naast jazznummers ook operamuziek en experimentele muziek. Tegenwoordig is ze waarschijnlijk het bekendst als jazzmuzikante. Haar expressieve techniek en het toepassen van verschillende stijlen en genres als blues, gamelan en kulintang zijn bijzonder opvallend.

## Onderscheidingen
- 'Best Drummer' – Village Voice
- 'Best Drummer' – DownBeat
- 'Best Drummer' – The Wire

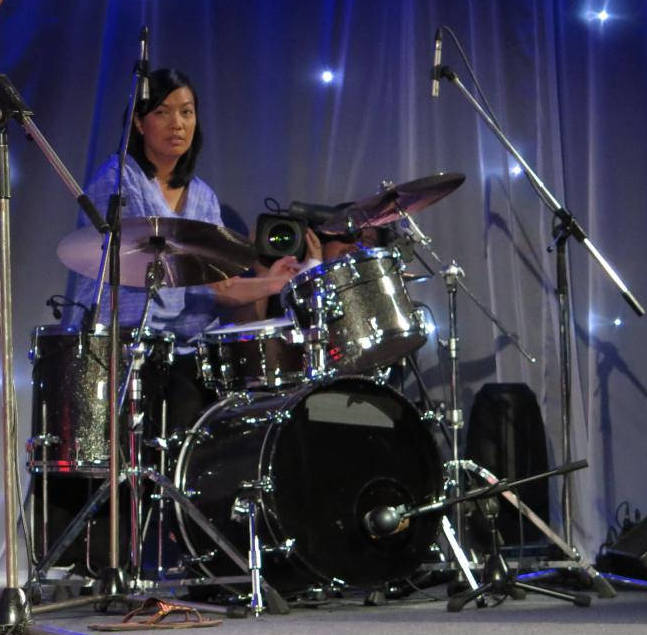
Ibarra in 2014

- 'New Talent of the Year – 1997' – Jazziz Magazine

## Discografie
- 1998: Home Cookin'  (Hopscotch, met Assif Tsahar)
- 1999: Radiance (Hopscotch, met Charles Burnham, Cooper Moore)
- 2001: Songbird Suite (Tzadik Records, met Jennifer Choi, Ikue Mori, Craig Taborn)
- 2003: Mephista: Entomological Reflections (Tzadik Records)